# Молоканов, Василий Егорович
Василий Егорович Молоканов (1888 — неизвестно) — российский легкоатлет, выступавший в метании диска и копья. Участник летних Олимпийских игр 1912 года.

## Биография
Василий Молоканов родился в 1888 году.
В 1912 году вошёл в состав сборной России на летних Олимпийских играх в Стокгольме. В метании диска правой и левой руками занял последнее, 19-е место в квалификации, показав результат 47,37 метра и уступив 27,98 метра худшему из попавших в финал Эмилю Магнуссону из Швеции. Также был заявлен в метании копья правой и левой руками, но не вышел на старт.
5 июня 1913 года на площадке ОЛЛС в Москве организовал первые в России детские легкоатлетические соревнования.
Позже стал заниматься боксом, впоследствии был тренером по боксу. Среди его воспитанников — многократный чемпион России и СССР Павел Никифоров.
Дата смерти неизвестна.